# Vârfurile (okręg Arad)
Vârfurile – wieś w Rumunii, w okręgu Arad, w gminie Vârfurile. W 2011 roku liczyła 752 mieszkańców. 